# Yūmi Kawai
Yūmi Kawai (河合 優実, Kawai Yūmi), née le 19 décembre 2000 à Tokyo (Japon), est une actrice japonaise.

## Filmographie partielle

### Cinéma
- 2021 : Rendez-vous à Tokyo (ちょっと思い出しただけ, Chotto omoidashita dake?) de Daigo Matsui (ja) : Izumi
- 2021 : Yūko no tenbin (由宇子の天秤?) de Yūjirō Harumoto (ja)
- 2022 : Plan 75 (?) de Chie Hayakawa[1]
- 2022 : A Man (ある男, Aru otoko?) de Kei Ishikawa[2]
- 2022 : N'oublie pas les fleurs (百花, Hyakka?) de Genki Kawamura : Misaki Tanabe
- 2024 : Desert of Namibia (ナミビアの砂漠, Namibia no sabaku?) de Yōko Yamanaka (ja)
- 2024 : Ann (ja) (あんのこと, An no koto?) de Yū Irie
- 2025 : Renoir (ルノワール?) de Chie Hayakawa : Kuriko Kita

### À la télévision
- 2024 : Like a Dragon: Yakuza (série TV)

### Doublage
- 2024 : Look Back (ルックバック?) de Kiyotaka Oshiyama : Ayumu Fujino

## Distinctions

### Récompenses
- 2022 : prix du meilleur nouveau talent au Festival du film de Yokohama
- 2023 : prix de la meilleure actrice dans un second rôle au Festival du film de Yokohama
- 2025 : prix de la meilleure actrice pour Ann (ja) aux Japan Academy Prize[3]